# カフェーパウリスタ
カフェーパウリスタ（CAFE PAULISTA）は、日本の喫茶店である。1911年（明治44年）、東京・銀座に開業。各地に店舗を広げ親しまれたが、1923年（大正12年）の関東大震災の被災後に喫茶店経営から撤退。「パウリスタ」は「サンパウロっ子」の意味。
1970年に復活した銀座店は、昔のカップやスプーンを復元するなどして「日本初のカフェ」と称している。ただし一般に「日本最初のカフェ」とされるのは、1888年（明治21年）開店の「可否茶館」である。

## 歴史

### 開店
皇国殖民株式会社の社長であった水野龍は、ブラジルへの日本人移送の見返りおよびブラジルコーヒーの宣伝普及のため、ブラジルのサンパウロ州政府より3年間1,000俵のコーヒー豆（ブラジル種）の無償提供を受けられることとなった。これを元に大隈重信に協力を仰ぎ、1910年（明治43年）に合資会社カフェーパウリスタを設立、翌1911年12月に「南米ブラジル国サンパウロ州政府専属珈琲販売所」と銘打ち、京橋区南鍋町（銀座6丁目）に「カフェーパウリスタ」を開業した。サンパウロ州政府からのコーヒー豆の無償提供は実際には12年間続いた。
1911年には3月にカフェー・プランタン、8月にカフェー・ライオンと、「カフェー」を冠する店が相次いでオープンした年である。プランタン、ライオンは洋酒や洋食も売り物で女給仕を置いていたが、パウリスタはコーヒー中心で店員は少年であった。
1杯5銭のコーヒーを提供する庶民的な店舗として人気を博した。芥川龍之介や平塚らいてうなどの文化人のほか、学生（特に慶応義塾の学生）や社会人などが出入りした。獅子文六も5銭のコーヒーと5銭のドーナツを目当てに通い、同じビルに入っていた時事新報社に勤める伊藤正徳とよく食事もしたという。カフェーパウリスタは東京市内を始め、名古屋、神戸、横須賀など各地に店舗を展開してブラジルコーヒーを広めた。

#### 箕面の1号店
2003年、箕面市の市史編纂の過程で、箕面駅前のカフェーパウリスタが1911年（明治44年）6月に開業していた事実が判明したが、これは銀座店より半年ほど早い。箕面店はまもなく閉鎖されたため、その存在さえ忘れられていた。建物は後に豊中市に移築され「豊中クラブ自治会館」として使用されていたが、2013年に解体されている。

### 事業縮小
1923年（大正12年）の関東大震災でほとんどの店舗が全壊する大きな被害を受けたこと、およびブラジル政府からのコーヒー豆の無償提供の契約期限が同年で切れたことにより店舗経営から撤退し、事業規模を縮小してコーヒーの輸入・焙煎業を主として行うようになった。その後、移民事業に専念するため水野龍が退任、水野邁朗が経営を受け継ぐ。
戦時下の1943年には当局の指示により、横文字の社名を日東珈琲株式会社に名称変更した。
戦後の1947年、長谷川主計（はせがわ かずえ）が社長に就任。1968年12月、長谷川主計が急逝。王子製紙の社員だった息子の長谷川浩一が社長に就任。

### 店舗復活
1969年、子会社として株式会社カフェーパウリスタを新たに設立し、1970年、銀座8丁目に直営宣伝店「カフェーパウリスタ」をオープンした。同店舗は1978年にジョン・レノンとオノ・ヨーコが訪れた。
その後、長谷川浩一が会長に就任、息子の長谷川勝彦が社長に就任した。

## 銀ブラ民間語源説
かつてのカフェーパウリスタの公式サイトでは、「銀ブラ」の語源は（通常の語源とされる「銀座をブラつくこと」の略ではなく）「銀座パウリスタに一杯五銭のコーヒーを飲みに行くこと」であり、「銀座の銀とブラジルコーヒーのブラを取った新語」であると主張していた。
ただし「銀ブラ」という言葉が使われ始めた大正期から昭和初期の文献類には、「銀ブラ」の「ブラ」が「ブラジルコーヒー」の「ブラ」であるとする典拠は見つからない。